# Lijst van afleveringen van Devious Maids
Dit is een lijst van afleveringen van de Amerikaanse televisieserie Devious Maids. De serie telt vier seizoenen. Een overzicht van alle afleveringen vindt u hieronder.

## Overzicht
| Seizoen | Aantal afleveringen | Uitgezonden                      |  |
| ------- | ------------------- | -------------------------------- |  |
| 1       | 13                  | 23 juni 2013 – 22 september 2013 |  |
| 2       | 13                  | 20 april 2014 – 13 juli 2014     |  |
| 3       | 13                  | 1 juni 2015 – 24 augustus 2015   |  |
| 4       | 10                  | 6 juni 2016 – 8 augustus 2016    |  |

## Seizoen 1 (2013)
| Nr. | Titel                   | Regisseur        | Schrijver(s)            | Uitzenddatum      |  |
| --- | ----------------------- | ---------------- | ----------------------- | ----------------- |  |
| 1 (1-01) | Pilot                   | Paul McGuigan    | Marc Cherry             | 23 juni 2013      |  |
| In de eerste aflevering maken we kennis met vier dames van Latijns-Amerikaanse origine die werken als huishoudhulp bij enkele rijke zakenlui en beroemdheden in Beverly Hills. Zo leren we Rosie (Dania Ramirez) kennen, een alleenstaande moeder die, na de dood van haar man, haar kind heeft achtergelaten in haar geboorteland om werk te komen zoeken in de VS. Ze werkt voor 2 acteurs: Peri (Mariana Klaveno) en Spence (Grant Show). Carmen (Roselyn Sanchez) is een zangeres die wil doorbreken en daar alles voor over heeft en hoopt dat haar nieuwe werkgever 'Alejandro' (een beroemde popster) haar daarbij kan helpen. Zoila (Judy Reyes) is de oudste meid van Genevieve (Susan Lucci), een oude, emotioneel onstabiele vrouw. Zoila heeft een dochter, Valentina (Edy Ganem), die ook werkt in het huis van Genevieve en verliefd wordt op diens zoon Remi. Wanneer hun vriendin Flora (Paula Garcés) wordt vermoord in het huis van haar werkgevers Evelyn en Adrian Powell, zoeken de drie dames steun bij elkaar. De hoofdverdachte in deze zaak is een jonge ober, die met het mes in de hand betrapt wordt door de andere gasten op een feestje bij Evelyn en Adrian. Na een paar dagen ontmoeten de dames Marisol (Ana Ortiz), de nieuwe huishoudhulp van de familie Stappord. Zij past echter niet meteen in het plaatje van huishoudhulp: ze spreekt perfect Engels en is veel slimmer dan de andere dames. Daar is dan ook een goede reden voor: zij is de moeder van de ober die beschuldigd wordt van moord en wil de waarheid ontdekken over Floras dood door te infiltreren in de huishouding van Evelyn en Adrian. |                         |                  |                         |                   |  |
| 2 (1-02) | Setting the Table       | Rob Bailey       | Marc Cherry             | 30 juni 2013      |  |
| Spence verdenkt Peri ervan een affaire te hebben nadat hij een vreemde boxershort vindt onder zijn bed. Peri overtuigt Rosie om voor haar te liegen, maar Rosie liegt niet graag en confronteert Peri daarna met haar leugen. Carmen profiteert ervan dat haar baas Alejandro niet thuis is. Valentina probeert Remi voor zich te winnen: ze hebben beide een passie voor oude Hitchcockfilms en gaan samen naar een voorstelling. Zoila ziet het niet zitten dat haar dochter uitgaat met Remi en probeert daar een stokje voor te steken. Taylor wil niet dat Marisol voor de Powells gaat werken, maar dat is buiten Adrian gerekend: hij wil dat Marisol voor hem komt werken en chanteert Taylor. Marisol ontdekt een briefje dat Flora juist voor haar dood heeft verstopt, maar Adrian neemt het snel weer van haar af. Adrian verbrandt daarop het briefje in zijn open haard... |                         |                  |                         |                   |  |
| 3 (1-03) | Wiping Away the Past    | Rob Bailey       | Victor Levin            | 7 juli 2013       |  |
| Marisol ontdekt het verleden van Taylor en Flora en hun (ziekelijke) band met Adrian Powell. Genevieve probeert (achter de rug van Zoila) Valentina en Remi samen te brengen. Rosie krijgt hulp van Spence nu de kosten voor haar advocaat de pan uit swingen. Carmen heeft een afspraak met een muziekproducer, maar Odessa dwarsboomt haar plannen. |                         |                  |                         |                   |  |
| 4 (1-04) | Making Your Bed         | David Warren     | John Paul Bullock III   | 14 juli 2013      |  |
| Zoila krijgt het moeilijk nu Henri, de broer van Genevieve en een ex-lief van haar, op bezoek komt. Valentina probeert van de situatie gebruik te maken en wil alles weten over het verleden van haar moeder met Henri. Peri en Spence organiseren een feestje voor Peri's vrienden, alwaar Spence belachelijk wordt gemaakt door Peri. Rosie probeert hem te helpen. Nu Carmen een contract heeft gekregen, mag ze naar een feestje van Alejandro komen als gast. Maar dat is buiten Odessa gerekend: zij ziet het niet zitten om Carmen te bedienen. Marisol helpt op het feestje van de Powells. |                         |                  |                         |                   |  |
| 5 (1-05) | Taking out the Trash    | David Warren     | Gloria Calderon Kellett | 21 juli 2013      |  |
| Carmens ex-man Oscar staat opeens voor de deur van Alejandros villa en wil haar terug, wat Carmen niet ziet zitten. Spence stelt Peri voor om van hun huwelijk een open-huwelijk te maken, waardoor Peri Spence ervan verdenkt een affaire te hebben. Evelyn viert de verjaardag van haar overleden zoon. Valentina vindt een ander meisje in het bed van Remi. |                         |                  |                         |                   |  |
| 6 (1-06) | Walking the Dog         | Tawnia McKiernan | Brian Tanen             | 28 juli 2013      |  |
| De boekhouder van Genevieve is er met al haar geld vandoor, waardoor de positie van Zoila en Valentina in gevaar komt. Valentina vindt ondertussen dat Remi zich vreemd gedraagt. Marisol ontdekt dat Adrian Powell alle escapades van zijn vrienden opneemt en bewaart op dvd. Zij gaat dit aan Taylor en Michael vertellen, die daarop Adrian hardhandig aanpakt en de dvd's terugeist. Carmen is jaloers nu Sam met een andere vrouw op stap gaat. Rosie en Spence zetten hun verhouding verder. |                         |                  |                         |                   |  |
| 7 (1-07) | Taking a Message        | Tawnia McKiernan | Tanya Saracho           | 4 augustus 2013   |  |
| Marisol en Rosie gaan samen naar de supermarkt, alwaar een student Marisol herkent en heel haar undercover operatie dreigt te mislukken. Rosie gaat dan op onderzoek en wil Marisols geheim verklappen aan Zoila en Carmen. Maar Marisol ontdekt op haar beurt dat Rosie met Spence een affaire heeft en dreigt om haar geheim tegen Peri te gaan vertellen. Valentina ontdekt dat Remi drugs gebruikt en biecht dit op aan haar moeder, die hierop maatregelen treft. Carmen en Sam zijn nu officieel een koppel, maar Carmen eist dat Sam meer wil in het leven dan enkel een butler te zijn. Olivia helpt Evelyn met het zoeken naar een nieuwe meid. |                         |                  |                         |                   |  |
| 8 (1-08) | Missing the Baby        | Tara Nicole Weyr | Gloria Calderon Kellett | 11 augustus 2013  |  |
| Genevieve liegt over haar leeftijd tegen haar nieuw vriend: ze doet zich voor als iemand van 39, iets wat Zoila niet goedkeurt. Rosie begint voor de familie Powell te werken en gaat op zoek naar de dvd's. Carmen ontdekt dat Odessa kanker heeft en probeert vriendschap te sluiten met haar en haar te helpen. Marisol gaat met Taylor naar een vruchtbaarheidskliniek, waar ze betrapt worden door een vriendin van Olivia, de ex van haar man Michael. |                         |                  |                         |                   |  |
| 9 (1-09) | Scrambling the Eggs     | Tara Nicole Weyr | Tanya Saracho           | 18 augustus 2013  |  |
| Evelyn betrapt Spence met Rosie en eist dat Rosie nu dagelijks langskomt met Tucker, anders zal ze vertellen aan Peri wat ze gezien heeft. Marisol ontdekt dat de grootmoeder van Flora nog leeft en zoekt haar op. Zoila is overstuur nadat Genevieve Valentina een voorstel doet en Carmen begrijpt Alejandro's reactie niet nadat hij te weten is gekomen dat Odessa kanker heeft. |                         |                  |                         |                   |  |
| 10 (1-10) | Hanging the Drapes      | John Scott       | Brian Tanen             | 25 augustus 2013  |  |
| Valentina denkt dat Remi haar zal haten nu hij terugkeert uit de afkickkliniek. Rosie wil dat Spence haar eer verdedigt nadat ze van Adrian een oneerbaar voorstel heeft gekregen. Marisol ontdekt dat haar zoon zich ook heeft beziggehouden met enkele louche zaakjes, maar geraakt daardoor dichter bij de waarheid. Alejandro's rug moet geschoren worden, en roept de hulp in van Carmen nu Odessa in het ziekenhuis ligt. Taylor & Michael krijgen goed nieuws: ze zijn zwanger. |                         |                  |                         |                   |  |
| 11 (1-11) | Cleaning Out the Closet | John Scott       | Victor Levin            | 8 september 2013  |  |
| Carmen heeft ontdekt dat Alejandro eigenlijk homoseksueel is en een vriendje heeft, met wie ze ook nog goed kan opschieten. Maar Alejandro is hem beu en wil dat Carmen het voor hem uitmaakt. Marisol luistert een telefoongesprek van haar baas Michael af en wordt betrapt door Taylor. Philippe en Genevieve groeien dichter naar elkaar toe, maar Zoila vertrouwt hem niet en zet een val op. Rosie rekent ondertussen definitief af met Peri nadat Peri een man omver reed en niet stopte om hem te helpen. |                         |                  |                         |                   |  |
| 12 (1-12) | Getting Out the Blood   | Larry Shaw       | Marc Cherry             | 15 september 2013 |  |
| Marisol werkt zichzelf dieper in de problemen wanneer ze verder graaft en enkele vragen stelt aan Michael over Philippe Delatour. Michael licht dan hier Philippe over in, die hem aanraadt om een privédetective in te schakelen en uit te zoeken wie Marisol echt is. De detective vindt al snel uit wie Marisol is, en wanneer Michael dit aan Philippe meldt, zegt Philippe dat hij het 'al geregeld' heeft: hij heeft namelijk een huurmoordenaar ingehuurd om Marisol te vermoorden. Michael haast zich dan naar huis om Marisol te waarschuwen. De huurmoordenaar heeft zich ondertussen verscholen in de struiken rond hun huis, maar schiet per ongeluk Taylor neer nadat zij niet wou dat Marisol zomaar zou vluchten en de bagage terug uit de taxi kwam halen. Peri wil dat Rosie haar vergeeft en ze haalt Rosies zoon Miguel op in Mexico. Dat doet Rosie besluiten om haar verloving met Spence te verbreken. Carmen probeert haar relatie met Sam opnieuw leven in te blazen, en Alejandro is heel blij voor hen, maar een paparazzo gooit roet in het eten. Zoila wil ondertussen haar dochter Valentina tegenhouden, die op het punt staat om samen met Remi naar het buitenland te vertrekken voor een jaar. |                         |                  |                         |                   |  |
| 13 (1-13) | Totally Clean           | Larry Shaw       | Marc Cherry             | 22 september 2013 |  |
| Nadat een huurmoordenaar Taylor per ongeluk neerschoot, en zij daardoor haar kind verloor, verplicht ze haar man de waarheid te vertellen: Philippe Delatour heeft Flora vermoord omdat ze zwanger was van zijn baby en zij miljoenen eiste voor haar stilzwijgen. Hij is dan binnengeslopen op het feestje van de Powells en heeft dan Flora om het leven gebracht. Marisols zoon Eddie is dan de kamer binnengekomen, en Philippe heeft hem dan neergeslagen en de moord in zijn schoenen geschoven. Nu Marisol dit allemaal weet, biecht ze aan de andere meiden op wie ze echt is en vraagt hun hulp om hem te ontmaskeren op het verlovingsfeest van Philippe & Genevieve. Ondertussen gaat het nieuws van de moordpoging op Taylor rond als een lopend vuurtje, en ook Philippe hoort al snel het nieuws. Hij voelt al snel dat de grond te heet wordt onder zijn voeten en wil vluchten: hij vraagt aan Genevieve om met hem naar Brunei te trekken. Om zo snel mogelijk het land te ontvluchten gaat Philippe vervolgens naar de Powells met de vraag of hij hun jet niet mag lenen. Die voelen dat er iets niet pluis is en ook zij ontdekken dat eigenlijk Philippe de moordenaar is van Flora. Ze beramen dan een plan, net als Marisol & de anderen. Op het verlovingsfeest lokt Marisol dan eerst Philippe mee naar binnen om hem te confronteren met wat ze weet en zijn bekentenis op te nemen op camera. Maar dat mislukt nadat Evelyn Powell Marisol herkende en de bewaking erbij roept. Maar dan is er nog het plan van Adrian: hij heeft zogezegd een persoonlijk cadeau voor Philippe en nodigt hem uit in zijn salon. Daar biedt hij Philippe een drankje aan, waar hij een spierontspanner heeft ingedaan. Philippe voelt zich even later niet lekker en Adrian biecht dan op wat hij van plan is: hij wil Philippe vermoorden, maar zijn moord moet op zelfmoord lijken. En Adrian krijgt daarbij steun van Evelyn -ze is namelijk Adrians getuige van Philippes 'zelfmoord'- want zij gooit daarop Philippe het raam uit, die daarop dood in het zwembad valt. Aan de politie vertellen ze dan later dat hij vlak voor zijn zelfmoord opbiechtte dat hij Flora vermoord had. De politie twijfelt aan hun woord, maar ze krijgen bijval van Carmen, Rosie en Zoila, die alle drie het verhaal bevestigen. Zo wordt Marisol eindelijk herenigd met Eddie. Ondertussen krijgt Carmen een zeer aanlokkelijk voorstel van Alejandro: hij vraagt om met haar te huwen- in ruil krijgt zij de carrière waar ze altijd van droomde. Ze twijfelt hard en moet dit ook aan Sam vertellen, die hier allesbehalve positief op reageert. Valentina is er het hart van in dat Remi vertrokken is zonder afscheid te nemen van haar. Wanneer haar moeder dan opbiecht dat hij die brief heeft geschreven op haar vraag, is Valentina woest en vastbesloten om Remi achterna te reizen. Rosie is nog altijd boos op Spence, maar Spence verplicht haar om met hem te spreken. Maar door haar zoon Miguel (die per ongeluk de telefoon aan laat staan), kan Peri de hele conversatie horen en zij zint op wraak: wanneer Zoila, Marisol, Carmen en Rosie een leuke dag doorbrengen in het park, arriveert ineens de vreemdelingenpolitie, die Rosie oppakken... |                         |                  |                         |                   |  |

## Seizoen 2 (2014)
| Nr. | Titel                             | Regisseur        | Schrijver(s)    | Uitzenddatum  |  |
| --- | --------------------------------- | ---------------- | --------------- | ------------- |  |
| 14 (2-01) | An Ideal Husband                  | Eva Longoria     | Marc Cherry     | 20 april 2014 |  |
| De reeks springt 3 maanden verder in de tijd en neemt daar de draad terug op. Marisol heeft een nieuw lief gevonden: Nicholas (Mark Deklin). Zijn meid, Opal (Joanna P. Adler) ziet hun relatie echter niet zitten, en probeert stokken in de wielen van de twee te steken. Ook hebben Nicholas en Opal een verleden dat te maken heeft met 'zelfmoord' van de ex-vrouw van Nicholas. Peri probeert Spence en Rosie uit elkaar te houden. Zoila ontdekt dat Valentina terug is uit Afrika en dat Genevieve haar onderdak biedt. Carmen en Alejandro beginnen hun nieuwe (maar fictieve) relatie, tot frustratie van Odessa. Nadat ze tijdens een etentje worden overvallen, huren Adrian en Evelyn een nieuwe bodyguard in. |                                   |                  |                 |               |  |
| 15 (2-02) | The Dark at the Top of the Stairs | Tawnia McKiernan | Brian Tanen     | 27 april 2014 |  |
| Carmen voelt zich bedreigd door Alejandros eerste vriendje, en ze wil sneller met hem trouwen dan voorzien omdat ze anders (volgens hun contract) naar haar carrière kan fluiten. Op hun verlovingsfeest probeert ze hem dan te overtuigen om onmiddellijk met haar te trouwen, maar dezelfde groep overvallers die het huis van Adrian en Evelyn hebben overvallen, vallen binnen op het feest en schieten Alejandro neer. Zoila wil niet dat Valentina werkt voor Adrian en Evelyn maar ziet ondertussen niet dat haar eigen huwelijk op instorten staat. Rosie begint aan haar nieuwe baan bij de familie Miller. Marisol probeert vrede te sluiten met Opal en Peri bedreigt Spence: ze mag Rosie niet meer zien of ze neemt alles van hem af. |                                   |                  |                 |               |  |
| 16 (2-03) | Dangerous Liaisons                | Tawnia McKiernan | Curtis Kheel    | 4 mei 2014    |  |
| Marisol denkt dat Nicholas en Opal misschien wel eens een affaire gehad hebben en gaat te rade bij Evelyn, Dahlias beste vriendin. Rosie neemt Kenneth mee naar de specialist. Carmen wil zingen op de begrafenis van Alejandro. Genevieve nodigt Zoila uit voor een lunch. Ondertussen koopt Adrian een geweer en krijgt Evelyn gevoelens voor haar bodyguard. |                                   |                  |                 |               |  |
| 17 (2-04) | Crimes of the Heart               | David Warren     | Carol Leifer    | 11 mei 2014   |  |
| Marisol vermoedt Nicholas een affaire heeft gehad met Opal. Genevieve moedigt Zoila aan om een afspraakje mee te nemen naar een familiefeest, maar dat ziet Zoila nog niet zitten. Evelyn bedenkt een plannetje om Adrian het huis uit te drijven, zodat zij alleen kan zijn met haar bodyguard. Rosie ziet in dat ze verder moet met haar leven nu ze niet meer samen is met Mr. Spence. Carmens nieuwe baan zorgt voor een conflict met Rosie en Valentina en Ethan groeien dichter naar elkaar toe. |                                   |                  |                 |               |  |
| 18 (2-05) | The Bad Seed                      | David Warren     | Elle Triedman   | 18 mei 2014   |  |
| Nicholas is jaloers op de vriendschap tussen Marisol en haar uitgever en wil niet dat ze samen op boektournee gaan. Lucinda en Rosie krijgen heibel over haar zoontje. Carmen krijgt een extra huisgast: Ty, het neefje van Spence. Tony wil intrekken bij Evelyn, maar dat ziet zij niet zitten. Genevieve beraamt een plan om Valentina en Ethan uit elkaar te drijven. |                                   |                  |                 |               |  |
| 19 (2-06) | Private Lives                     | Tara Nicole Weyr | Michal Zebede   | 25 mei 2014   |  |
| Marisol ontdekt nog meer geheimen van Opal: volgens haar heeft Opal een affaire gehad met Dahlia. Rosie probeert Lucinda te helpen haar dochter terug te vinden. Carmen bereidt zich voor op een belangrijk optreden, maar heeft weinig inspiratie. Zoila gaat op date met een chef-kok. Genevieve kan het ondertussen niet nalaten zich te moeien met de relatie van Valentina en Ethan. |                                   |                  |                 |               |  |
| 20 (2-07) | Betrayal                          | Tara Nicole Weyr | David Grubstick | 1 juni 2014   |  |
| Marisol probeert Opal te ontslaan en roept hiervoor de hulp in van Nicholas. Reggie is jaloers op het verleden van Rosie en Spence. Carmen probeert Ty wat in te tomen. Javier en Zoila groeien dichter naar elkaar toe. Adrian verdenkt Evelyn en Tony ervan een affaire te hebben. |                                   |                  |                 |               |  |
| 21 (2-08) | Night, Mother                     | David Warren     | Michal Zebede   | 8 juni 2014   |  |
| Nicholas ligt in het ziekenhuis en wil met Marisol trouwen voor hij geopereerd wordt. Opal vraagt aan Ethan om haar een alibi te geven. Genevieve nodigt Zoila en Javier uit voor een etentje, maar Genevieve kan het niet laten om te flirten met Javier. Valentina wordt betrokken in een ruzie van Evelyn en Adrian. Ty verdenkt Carmen en Spence ervan een affaire te hebben, en hij probeert zijn oom te vergiftigen. Reggie stookt nog meer ruzie in de familie, waardoor Lucinda en Rosie ruzie krijgen. |                                   |                  |                 |               |  |
| 22 (2-09) | The Visit                         | David Warren     | Elle Triedman   | 15 juni 2014  |  |
| Wanneer Reggie ontdekt dat Didi vreemd is gegaan, vervalst hij een liefdesbriefje van haar minnaar zodat Kenneth haar geheim te weten komt- waarop Kenneth haar ook meteen buiten gooit. Genevieve krijgt bezoek van haar moeder. Marisol zoekt een nieuwe huishoudhulp/verpleegster die kan helpen met de verzorging van Nicholas. Helaas blijkt de nieuwe hulp ook een roddeltante te zijn. Ty wil koste wat het kost Carmen voor zich winnen en roept de bende weer bijeen: hij beraamt een plan om het feestje van zijn oom Spence te overvallen en Carmen te redden van de bandieten. Maar dat plan loopt grondig mis wanneer Ethan wordt neergestoken door Carmen... |                                   |                  |                 |               |  |
| 23 (2-10) | Long Day's Journey Into Night     | John Scott       | Curtis Kheel    | 22 juni 2014  |  |
| Onder de invloed van zijn medicatie biecht Nicholas een deel van zijn geheim op aan Marisol, die daarop verder op onderzoek trekt. Rosie ontdekt de plannen van Reggie en waarschuwt Kenneth hierover. Die confronteert hem daarmee, en niet veel later belandt Kenneth op mysterieuze wijze in het ziekenhuis. Zoila zoekt Genevieve op in haar hotel, maar verplicht Genevieve om naar huis te komen en met haar moeder te spreken. Valentina vraagt aan Remi om Ethan te helpen nadat hij is neergestoken door Carmen en Spence zoekt troost in de drank en bij Carmen nadat hij het hoederecht over zijn zoon kwijtspeelt. |                                   |                  |                 |               |  |
| 24 (2-11) | You Can't Take It With You        | John Scott       | Carol Leifer    | 29 juni 2014  |  |
| Marisol ontmoet Opal meer te weten te komen over het verleden van Nicholas. Zoila en Pablo bundelen hun krachten om Valentina te helpen. Rosie graaft dieper in het verleden van Reggie. Spence drinkt te veel en dat is te merken op zijn werk. Adrian ontdekt de waarheid over Tony. |                                   |                  |                 |               |  |
| 25 (2-12) | Proof                             | David Grossman   | Brian Tanen     | 6 juli 2014   |  |
| Nick weigert om over zijn verleden te spreken, dus gaat Marisol zelf op onderzoek uit. Zoila twijfelt over wie ze moet kiezen: Javier of Pablo? Carmen babysit op de zoon van Spence. Rosie schakelt de hulp in van Lucinda en Didi om Kenneth te redden en Reggie te stoppen. Valentina biecht ondertussen op aan de politie wat ze weet over Ethan en zijn bende... |                                   |                  |                 |               |  |
| 26 (2-13) | Look Back In Anger                | David Grossman   | Matt Berry      | 13 juli 2014  |  |
| Nick biecht zijn geheim op aan Marisol, die op haar beurt Nick overtuigt om zijn daad op te biechten aan de familie Powell: hij heeft namelijk 15 jaar geleden hun zoon omver gereden en vluchtmisdrijf gepleegd. Carmen ontmoet een knappe man in een bar die haar wil helpen met haar muziekcarrière. Zoila kiest uiteindelijk voor Javier, maar krijgt choquerend nieuws: ze is zwanger. Valentina krijgt de kans om in New York een stage te lopen en vraagt aan Remi om met haar mee te gaan. Hij kan echter niet mee, nu de gezondheid van Genevieve erop achteruit gaat. Om Rosie in het land te houden (en omdat hij haar graag ziet) vraagt Spence haar ten huwelijk (wat Rosie en Spence echter niet weten is dat Rosies ex-man niet overleden is, maar wordt teruggevonden bij een drugkartel in Mexico). Ty wil nog altijd Valentina uit de weg ruimen omdat ze met de politie is gaan spreken over zijn bende. Hij vindt haar uiteindelijk op de trouw van Rosie & Spence en opent het vuur net als het paar de kerk uitkomt... |                                   |                  |                 |               |  |

## Seizoen 3 (2015)
| Nr. | Titel                 | Regisseur         | Schrijver(s)                        | Uitzenddatum     |  |
| --- | --------------------- | ----------------- | ----------------------------------- | ---------------- |  |
| 27 (3-01) | Awakenings            | David Warren      | Marc Cherry & Brian Tanen           | 1 juni 2015      |  |
| Rosie ligt zwaargewond en in coma in het ziekenhuis en wordt vier maanden later wakker. Ze ontdekt dat Spence nu werkt als soft-pornoacteur om zijn familie te kunnen onderhouden. Marisols boek is een groot succes en ze wordt bevriend met de rijke kant van Beverly Hills, maar ze mist al snel haar vriendinnen. Carmen zet haar affaire met Sebastian verder. Zoila ontdekt wie de vader is van haar baby, maar het antwoord geeft haar geen voldoening. De familie Stappord keert terug naar Beverly Hills en hebben een dochtertje geadopteerd: Katie. Ze nemen ook een nieuwe huishoudhulp aan, Blanca, die al snel ontdekt dat er een aantal zaken niet kloppen met de familie Stappord. Evelyn Powell vindt een been in haar tuin ... |                       |                   |                                     |                  |  |
| 28 (3-02) | From Here to Eternity | David Warren      | Curtis Kheel                        | 8 juni 2015      |  |
| Blanca ruimt de bloedsporen op die ze aantreft in de woonkamer van de familie Stappord en ontdekt ook dat Taylor liegt tegen de politie over het been dat gevonden is in de tuin van Evelyn Powell. Marisol begint een bureau om huishoudhulp te plaatsen in Beverly Hills. Carmen vraagt haar om haar aan een job te helpen, maar dat ziet Marisol niet zitten. Rosie eist dat Spence hun appartement zelf opruimt. Adrian neemt Evelyn mee naar een seksclub. Remi doet Valentina een huwelijksaanzoek en ze zegt ja, tot ergernis van Zoila. Maar dan doet Javier een huwelijksaanzoek aan Zoila en gaan de poppen aan het dansen... |                       |                   |                                     |                  |  |
| 29 (3-03) | The Awful Truth       | Gil Junger        | Ric Swartzlander                    | 15 juni 2015     |  |
| Genevieve staat erop dat Zoila en Javier trouwen bij haar thuis. Rosie ontdekt dat Zoila's baby eigenlijk van Pablo is en niet van Javier en probeert haar te overtuigen om het hem te vertellen. Evelyn wil haar huis verkopen en huurt Sebastian (de vriend van Carmen) in om het te verkopen. Adrian begint te experimenteren met SM. Marisol krijgt Jessy, een mannelijke huishoudhulp die werk zoekt, over de vloer. Ernesto, de eerste man van Rosie, is in het land en gaat op zoek naar haar. Blanca ontdekt een tekening van Katie over de nacht van de inbraak en confronteert Taylor ermee. Zij belt daarover met een onbekende (man) en wat later wordt Blanca ontvoerd... |                       |                   |                                     |                  |  |
| 30 (3-04) | Since You Went Away   | Gil Junger        | Davah Avena                         | 22 juni 2015     |  |
| Adrian schakelt Carmen in om zijn fantasieën te verwezenlijken. Carmen wil haar jurk terug van Blanca, maar Taylor beweert dat Blanca gestopt is met werken bij hen en is teruggekeerd naar haar familie. Genevieve wordt uitgevraagd door Dr. Neff. Ernesto wil Miguel meenemen naar Mexico, en dat valt niet in goede aarde bij Rosie en Spence. Jesse vindt een hand in de tuin van Gail... |                       |                   |                                     |                  |  |
| 31 (3-05) | The Talk of the Town  | Tara Nicole Weyr  | Charise Castro Smith                | 29 juni 2015     |  |
| Genevieve wordt ondervraagd voor de moord op Louie Becker. Ze heeft echter een alibi voor de avond, maar weigert wel de reden te geven waarom ze uit elkaar zijn gegaan. Ze probeert de schuld nu in de schoenen te schuiven van Evelyn, die dit ontdekt en wraak wil nemen. Carmen wordt nog altijd verplicht om mee te doen aan Adrians bizarre seksspelletjes, tot ergernis van Sebastian. Rosie probeert haar gevoelens voor Ernesto weg te steken, maar dat blijkt makkelijker gezegd dan gedaan. Michael bekent aan Taylor dat hij aan Louie Becker had gevraagd om een oogje in het zeil te houden terwijl hij weg was voor zaken. Katie zorgt ervoor dat Taylor met een overdosis in het ziekenhuis belandt ... |                       |                   |                                     |                  |  |
| 32 (3-06) | She Done Him Wrong    | Tara Nicole Weyr  | David Grubstick                     | 6 juli 2015      |  |
| Marisol zorgt voor Katie nu Taylor in het ziekenhuis ligt. Michael ontdekt dat Katie pillen in Taylor haar drankje heeft gegooid en confronteert haar hiermee, waardoor Katie nu wegloopt van huis. Ondertussen bloeit er een romance tussen Marisol en Jessy. Zoila krijgt bezoek van haar zus Reina, tot haar grote ergernis. Rosie weet niet tussen wie ze moet kiezen: Spence of Ernesto. Adrian wil dat Carmen hem elektrocuteert, maar dat loopt grondig mis waardoor Adrian in het ziekenhuis belandt. Evelyn ontdekt wat Adrian allemaal deed achter haar rug en eist nu zelf een nieuw 'speelgoedje': ze wil een kind. Rosie begint te werken als meid voor de familie Stappord nu Blanca verdwenen is... |                       |                   |                                     |                  |  |
| 33 (3-07) | The Turning Point     | Victor Nelli, Jr. | Charise Castro Smith                | 13 juli 2015     |  |
| Zoila probeert Reina buiten te werken. Rosie heeft voor Ernesto gekozen. Rosie ontdekt ook dat Katie perfect Spaans spreekt er waarschijnlijk niet uit Argentinië komt, zoals Taylor en Michael beweren. Evelyn probeert Zoila's baby 'te kopen', maar zij weigert. Ze gaat dan maar naar een adoptie bureau en probeert hen dan maar om te kopen. Carmen wordt ontdekt door een talentenscout, maar die blijkt te werken voor Jacklyn Dussault, de vrouw van Sebastian- met wie zij een affaire heeft. Blanca wordt gevangen gehouden door een onbekend persoon. Wanneer Evelyn dan samen met Sebastian naar een nieuw huis gaat kijken, vinden ze daar het (opgehangen) lijk van Blanca en een boodschap, zodat het erop lijkt dat Blanca de moordenaar is van Louie Becker... |                       |                   |                                     |                  |  |
| 34 (3-08) | Cries and Whispers    | Victor Nelli, Jr. | David Grubstick                     | 20 juli 2015     |  |
| De dood van Blanca verhit de gemoederen, en iedereen is ervan overtuigd dat zij dit niet zelf gedaan kon hebben. Ernesto krijgt bezoek van Hector, een agent van het drugskartel waar hij voor werkte. Marisol vindt dat Jessy nogal gewelddadig reageert. Dr. Neff trekt in bij Genevieve, tot grote ergernis van Zoila. Jacklyn nodigt Carmen uit op een date, samen met haar man Sebastian. Michael confronteert Taylor over wat hij weet van haar affaire en de ketting die Katie had gevonden. Zij waarschuwt hem dat ze hem niet meer kan vertellen, anders kan hij worden beschouwd als een mededader. |                       |                   |                                     |                  |  |
| 35 (3-09) | Bad Girl              | David Grossman    | Brian Tanen & Davah Avena           | 27 juli 2015     |  |
| Adrian keert terug naar huis en ontdekt dat Evelyn een jongen heeft geadopteerd: Deion. Dr. Neff bemoeit zich te veel met het huishouden, tot grote ergernis van Zoila. Hij heeft ook zijn eigen huishoudhulp meegebracht: Joy. Carmen wil meer weten over de kus die ze kreeg van Jacklyn en bedenkt samen met Sebastian een plan om hen te betrappen op overspel. Marisol probeert Jessy aan een nieuwe baan te helpen. Rosie vindt een erotisch boekje onder het kussen van Miguel, en schakelt Spence in om haar te helpen. Als Miguel dan wat later probeert Katie te kussen, reageert zij zeer agressief. Michael vraagt Marisol hem te helpen nu hij er zeker van is dat Taylor een affaire had. |                       |                   |                                     |                  |  |
| 36 (3-10) | Whiplash              | David Grossman    | Benjamin Wiggins & Christian Spicer | 3 augustus 2015  |  |
| Jacklyn ontdekt dat Sebastian en Carmen een affaire hebben en zint op wraak. Jessy wil dat Marisol hem een goede referentie geeft bij zijn zoektocht naar een nieuwe baan. Zijn nieuwe baas blijkt Olivia (Valerie Mahaffey) te zijn, Michaels eerste vrouw. Rosie verdenkt Spence ervan er een romance op na te houden met Taylor. Evelyn wil dat Adrian de dag doorbrengt met Deion. Zoila probeert indruk te maken op Dr. Neff. |                       |                   |                                     |                  |  |
| 37 (3-11) | Terms of Endearment   | David Warren      | Ric Swartzlander                    | 10 augustus 2015 |  |
| Ernesto keert terug uit Mexico, net op tijd voor het verjaardagsfeestje van Miguel. Deion haalt wat flauwe grapjes uit, tot grote ergernis van Carmen. Evelyn wil dat Carmen Deion straft, maar dat ziet Carmen niet zitten. Marisol confronteert Michael met feit dat hij terug samen is met Olivia. Volgens Michael heeft Olivia kanker, maar Jessy ontdekt dat Olivia liegt. Hij vertelt dit nu aan Marisol, die op haar beurt Michael inlicht. Olivias stoppen slaan nu helemaal door en ze probeert Marisol te vermoorden. Dr. Neff bedenkt een plannetje om Zoila definitief buitenspel te plaatsen. Rosie en Ernesto ontdekken bloedsporen op de bank van Taylor. |                       |                   |                                     |                  |  |
| 38 (3-12) | Suspicion             | David Warren      | Curtis Kheel                        | 17 augustus 2015 |  |
| Evelyn en Adrian willen Deion definitief adopteren, maar door een fout van Adrian loopt dit helemaal verkeerd. Carmen keert terug naar Sebastian omdat ze niet alleen wil zijn. Taylor heeft haar sofa vervangen door een andere, waardoor Marisol en Rosie nu op zoek moeten naar haar oude bank om bewijzen te verzamelen. Zoila werkt nu voor Gail en vindt haar maar niets. Genevieve ontdekt dat Dr. Neff verantwoordelijk is voor het ontslag van Zoila en gooit hem buiten. Ze wil dat Zoila nu terugkeert naar haar oude baan, maar dat ziet Zoila niet zitten. Hector probeert Katie te ontvoeren, maar dat mislukt. |                       |                   |                                     |                  |  |
| 39 (3-13) | Anatomy of a Murder   | Tara Nicole Weyr  | Brian Tanen                         | 24 augustus 2015 |  |
| Nu Deion terug bij zijn eigen vader woont, wil Evelyn scheiden van Adrian. Zoila staat op het punt om te bevallen, maar er dreigen complicaties waardoor Genevieve voor een hartverscheurende keuze wordt gesteld. Spence heeft last van geheugenverlies en Rosie probeert hem te helpen zijn geheugen terug te vinden. Dat gebeurt vrij snel, maar niet zijn volledig verstand keert terug: wanneer Rosie hem bezoekt in het ziekenhuis, denkt hij dat hij nog altijd getrouwd is met ... Peri, die plots komt binnengewandeld. De hele moordzaak rond Louie Becker en Blanca komt tot een hoogtepunt. Marisol eist een verklaring van Taylor, die daarop heel haar verhaal verteld: Olivia heeft Sebastian ingehuurd om een affaire te beginnen met Taylor Stappord, zodat zij weer samen kon zijn met Michael. Michael vermoedde al dat Taylor een affaire had en had Louie Becker ingehuurd om de twee te betrappen. Tijdens een handgemeen vermoordt Sebastian Louie en snijdt het lijk in stukken. Wanneer Blanca ontdekt wie de moordenaar is, wordt zij ook vermoord door Sebastian. Marisol probeert nu Carmen te waarschuwen, maar het is al te laat: zij heeft net haar oude jurk ontdekt in de kleerkast van Sebastian, die net op dat moment binnenkomt. Hij neemt haar mee naar de familie Powell en gijzelt hen, samen met Marisol. Michael wordt gebeld door Adrian om een grote som geld te leveren, maar wanneer hij iets te veel vragen stelt, wordt ook hij gevangengenomen door Sebastian en even later zelfs neergeschoten. Sebastian zet nu de gaskraan open en wil het huis (met iedereen erin) doen ontploffen, maar Marisol kan zich bevrijden en Sebastian neerslaan. Iedereen ontsnapt nu uit het huis en de politie wordt gewaarschuwd. Wanneer de politie dan arriveert, is Adrian net weer naar binnen gestapt om een paar spulletjes te redden, maar net op dat moment ontploft het huis door het opgehoopte gas en een kleine vonk ... |                       |                   |                                     |                  |  |

## Seizoen 4 (2016)
| Nr. | Titel                      | Regisseur      | Schrijver(s)                     | Uitzenddatum    |  |
| --- | -------------------------- | -------------- | -------------------------------- | --------------- |  |
| 40 (4-01) | Once More Unto the Bleach  | David Warren   | Brian Tanen                      | 6 juni 2016     |  |
| We zijn zes maanden na de dramatische gebeurtenissen op het einde van seizoen 3 en we ontdekken dat het boek van Marisol op dit ogenblik wordt verfilmd, met Peri in de rol van Evelynn Powell. Marisol ontdekt ook dat Jessy, haar voormalige huishoudhulp en vriend, ondertussen voor de familie Westmore werkt en dus niet naar Seattle vertrokken is zoals hij eerst had gezegd. Genevieve heeft gekozen voor Zoila tijdens de bevalling, en na 6 maanden bij haar dochter in New York, keert Zoila terug naar Beverly Hills. Genevieve is dolblij dat Zoila terug is, want eigenlijk kan ze Rosie (die nu voor haar werkt) niet uitstaan. Genevieve wil dat alles weer wordt zoals daarvoor, maar dat wringt bij Zoila: zij vindt dat Genevieve de verkeerde keuze gemaakt heeft en wil niet meer voor haar werken. Ze krijgt dan van Marisol een nieuwe baan aangeboden en gaat daar maar wat graag op in: haar nieuwe baas zit voorlopig in het buitenland en dus krijgt Zoila een huis voor haar alleen ter beschikking. Na de dramatische ontploffing van het huis van de familie Powell blijkt dat Adrian het overleefd heeft, maar nu wel in een rolstoel zit. Evelynn probeert hem zo goed en zo kwaad als het kan te helpen, maar ze kan niet wachten tot Adrian terug kan lopen: ze wil namelijk nog altijd scheiden van hem. Na een bezoekje van de dokter blijkt dat Adrian waarschijnlijk niet meer kan lopen en Evelynn haar plannetje niet kan doorgaan. Ze vertelt hem dan ook dat zij eigenlijk wil scheiden, en Adrian belooft haar dat hij er alles aan zal doen opdat zij terug van hem zal houden. Maar Adrian is niet eerlijk geweest: hij kan eigenlijk al terug lopen en heeft de dokter een serieuze som betaald om tegen Evelynn te liegen hierover. Carmen werkt nog altijd voor de familie Powell. Zij krijgt bezoek van haar nichtje Daniela Mercado (Sol Rodríguez) en dat maakt haar heel zenuwachtig: Daniela is namelijk niet haar nichtje, maar haar dochter die ze ter adoptie heeft afgestaan. Carmen weet niet goed hiermee om te gaan en probeert Daniela buiten te werken. Maar dat is buiten Adrian Powell gerekend, die al snel doorkrijgt dat Daniela de dochter is van Carmen. Rosie werkt ondertussen voor Genevieve, maar ze is Spence Westmore nog altijd niet vergeten. Ze probeert hem terug te zien, maar dat laat Peri niet toe. Peri probeert ook Spence af te schermen van zijn verleden (tot diens grote frustratie), maar dankzij Jessy krijgt Rosie de kans om met hem te spreken. Hij herinnert zich haar niet en wil haar eigenlijk nooit meer zien. Maar als Rosie afscheid neemt met de woorden "Goodbye, Mister Spence", keren enkele herinneringen aan Rosie terug en loopt hij haar achterna. Hij valt echter en door de klap keren ineens al zijn herinneringen terug. Dit doet hem beseffen dat Peri hem heeft belogen en bedrogen en zet het op een drinken. Tijdens een feestje confronteert (een zwaar beschonken) Spence Peri met haar leugens waar alle gasten bijstaan en druipt het dan af. 's Morgens wordt hij wakker op bed en vindt hij Peri naast het bed in een plas bloed... |                            |                |                                  |                 |  |
| 41 (4-02) | Another One Wipes the Dust | David Warren   | Curtis Kheel                     | 13 juni 2016    |  |
| Rosie wordt betrokken in de moordzaak van Peri. Marisol ontdekt iets choquerend over Genevieve. Carmen krijgt maar geen controle over Daniela. Zoila merkt dat haar moeder iets te intiem wordt met haar buurman. Ondertussen probeert Evelyn nog altijd van Adrian af te geraken. |                            |                |                                  |                 |  |
| 42 (4-03) | War and Grease             | Mary Lou Belli | Davah Avena                      | 20 juni 2016    |  |
| Genevieve zet haar oorlog tegen Marisol verder. Carmen probeert vriendschap te sluiten met Daniela. Zoila en Frances groeien dichter naar elkaar toe. Evelyn ziet haar plannen om van Adrian te scheiden gedwarsboomd nadat Adrian haar financieel afsluit en Rosie & Jessie krijgen bezoek... |                            |                |                                  |                 |  |
| 43 (4-04) | Sweeping with the Enemy    | Mary Lou Belli | Ric Swartzlander                 | 27 juni 2016    |  |
| Evelynn trekt in bij Marisol en werkt haar al snel op de zenuwen. Daniela en Carmen krijgen bezoek van Daniela's moeder en dat zorgt voor spanningen tussen de twee. Zoila heeft een blind date ... met Adrian. Genevieve gaat op zoek naar een nieuwe vriend(in) en zet haar pijlen op Rosie. Ondertussen begint Rosie door te hebben dat er een vuil spelletje wordt gespeeld door Peris zus en haar voormalige manager... |                            |                |                                  |                 |  |
| 44 (4-05) | A Time to Spill            | David Grossman | Sheila Lawrence                  | 4 juli 2016     |  |
| Rosie neemt grote risico's om de onschuld van Spence te bewijzen. Daniela zoekt troost in de armen van Jessy en probeert haar moeder en Carmen te ontwijken. Marisol vraagt Evelyn om haar te helpen nadat Peter haar uitnodigt voor een gala- maar Evelyn wil zelf naar het gala gaan. Zoila probeert Kyle jaloers te maken door te flirten met Adrian. Ondertussen botert het niet meer tussen Genevieve en Fabian. |                            |                |                                  |                 |  |
| 45 (4-06) | The Maid Who Knew Too Much | David Grossman | Jessica Kivnik & David Grubstick | 11 juli 2016    |  |
| Rosie roept de hulp in van Genevieve om de moord rond Peri op te helderen, maar de risico's worden steeds groter en het spel gevaarlijker: ze wil dat Genevieve infiltreert in "The Circle", de organisatie waar Peri ook lid van was. Marisol krijgt ruzie met haar regisseur en vraagt Peter om haar te steunen. Carmen doet zich voor als Daniela op een auditie. Zoila eist dat Kyle opbiecht aan zijn moeder dat ze terug een relatie hebben. Evelyn gaat op de date met de dominee, en die bevalt haar beter dan ze zelf dacht. |                            |                |                                  |                 |  |
| 46 (4-07) | Blood, Sweat, and Smears   | Elodie Keene   | Davah Avena & Amelia Sims        | 18 juli 2016    |  |
| Rosie ontdekt een van Peris grootste geheimen. Evelyn probeert Carmen voor haar kar te spannen. Marisol heeft het moeilijk nu Peter er niet is en zoekt troost bij Jessy. Genevieve probeert de aandacht van Zoila te trekken. Ondertussen ontmoet Carmen een knappe man... |                            |                |                                  |                 |  |
| 47 (4-08) | I Saw the Shine            | Elodie Keene   | David Grubstick                  | 25 juli 2016    |  |
| Carmen komt tussen twee vuren te staan wanneer Adrian en Evelyn de gemoederen opdrijven. Genevieve moeit zich met Marisols liefdesleven. Nadat Shannon haar wat opbiecht, komt Rosie stilaan bij de ware toedracht rond de moord van Peri. Ondertussen krijgen Zoila en Kyle een onverwachte verrassing... |                            |                |                                  |                 |  |
| 48 (4-09) | Much Ado About Buffing     | Victor Nelli   | Curtis Kheel                     | 1 augustus 2016 |  |
| Marisol ontdekt iets over het verleden van Genevieve dat kan helpen met het oplossen van Peris moord. Zoila heeft het moeilijk om tijd te maken voor Kyle nu haar baas is teruggekeerd uit Italië. Daniela doet alsof ze het wil goedmaken met Carmen om zich voor te bereiden om een auditie en Spence helpt Rosie wanneer Miguel op het matje wordt geroepen op school. |                            |                |                                  |                 |  |
| 49 (4-10) | Grime and Punishment       | Victor Nelli   | Brian Tanen                      | 8 augustus 2016 |  |
| Marisol probeert het goed te maken met Peter, en krijgt hierbij steun uit onverwachte hoek. Zoila ontdekt dat Spence en Killface zich schuilhouden in het leegstaande huis van de buren nadat ze zijn ontsnapt uit de gevangenis. Carmen probeert Danni te beschermen. Evelyn is gechoqueerd nadat Adrian haar vertelt dat hij wil trouwen met Gail Flemming, maar als Marisol alludeert op het feit dat hij dit misschien doet om haar jaloers te maken, speelt Evelyn het spelletje mee en kan ze Gail overtuigen om hun verlovingsfeest om te toveren tot een trouwfeest. De hele zaak rond Peris moord wordt opgelost: Peri is ooit verkracht door Hollywoodregisseur Hugh Metzger, en 'The Circle' dit is te weten gekomen- die daarmee Hugh Metzger al jaren chanteren. Zij dacht altijd dat zij de enige was die hij had verkracht, maar wanneer ze Hugh betrapt op haar feestje met een andere vrouw die hij wil verkrachten, is voor haar de maat vol en wil ze naar de politie stappen. Hugh zoekt daarop steun bij zijn dochter, Gail Flemming, en zij vermoordt Peri vervolgens om haar het zwijgen op te leggen en zorgde er ook voor dat Spence de schuld in zijn schoenen geschoven kreeg. Spence is daardoor onschuldig, en wordt (weliswaar gewond na een aanvaring met Killface) met zijn Rosie & kinderen herenigd. Rosie vertelt dan ook aan Spence dat ze zwanger is van hun eerste kind samen (maar ze heeft hem nog altijd niet verteld dat zijn zoon Tyler zijn natuurlijke zoon niet is). Een jaar later zijn we op het trouwfeest van Marisol & Peter. Wanneer het moment suprême eindelijk daar is, daagt Marisol niet op. Rosie, Zoila en Carmen gaan poolshoogte nemen en ze vinden een briefje terug waarop staat dat het Marisol spijt. Maar de dames vragen zich ten stelligste af of dit wel zo is, want het raam van de kamer blijkt ingeslagen en ze vinden bloed terug op enkele glasscherven... |                            |                |                                  |                 |  |